# ۲۲۵ (پیش از میلاد)
۲۲۵ (پیش از میلاد) ۲۲۵مین سال قبل از تقویم میلادی است.